# Ботукату (микрорегион)
Ботукату (порт. Microrregião de Botucatu) — микрорегион в Бразилии, входит в штат Сан-Паулу. Составная часть мезорегиона Бауру. 
Население составляет 	207 410	 человек (на 2010 год). Площадь — 	4 374,588	 км². Плотность населения — 	47,41	 чел./км².

## Демография
Согласно сведениям, собранным в ходе переписи 2010 г. Национальным институтом географии и статистики (IBGE), население микрорегиона составляет:						
| Полное население                             | Полное население                             | Полное население                             | Полное население                             | 207 410 |
| -------------------------------------------- | -------------------------------------------- | -------------------------------------------- | -------------------------------------------- | ------- |
| в том числе:                                 | Городское население                          | 191 565                                      | Процент городского населения, %              | 92,36   |
|                                              | Сельское население                           | 15 845                                       | Процент сельского населения, %               | 7,64    |
|                                              | Мужское население                            | 101 756                                      | Процент мужского населения, %                | 49,06   |
|                                              | Женское население                            | 105 654                                      | Процент женского населения, %                | 50,94   |
| Плотность населения, чел/км²                 | Плотность населения, чел/км²                 | Плотность населения, чел/км²                 | Плотность населения, чел/км²                 | 47,41   |
| Население микрорегиона в % к населению штата | Население микрорегиона в % к населению штата | Население микрорегиона в % к населению штата | Население микрорегиона в % к населению штата | 0,50    |

## Статистика
- Валовой внутренний продукт на 2003 составляет 2 256 417 857,00 реалов (данные: Бразильский институт географии и статистики).
- Валовой внутренний продукт на душу населения на 2003 составляет 11 742,57 реалов (данные: Бразильский институт географии и статистики).
- Индекс развития человеческого потенциала на 2000 составляет 0,812 (данные: Программа развития ООН).

## Состав микрорегиона
В составе микрорегиона включены следующие муниципалитеты:
1. Аньемби
2. Бофети
3. Ботукату
4. Коншас
5. Пардинью
6. Пратания
7. Сан-Мануэл